# Isabel Roser Hernández
Isabel Roser Hernández és una economista  i docent, coordinadora de Desenvolupament Local en el Pacte Mundial de Nacions Unides Espanya.
El 2025 fou inclosa a la llista Forbes de les 50 dones més influents de les Balears.